# Hugo Oltramare

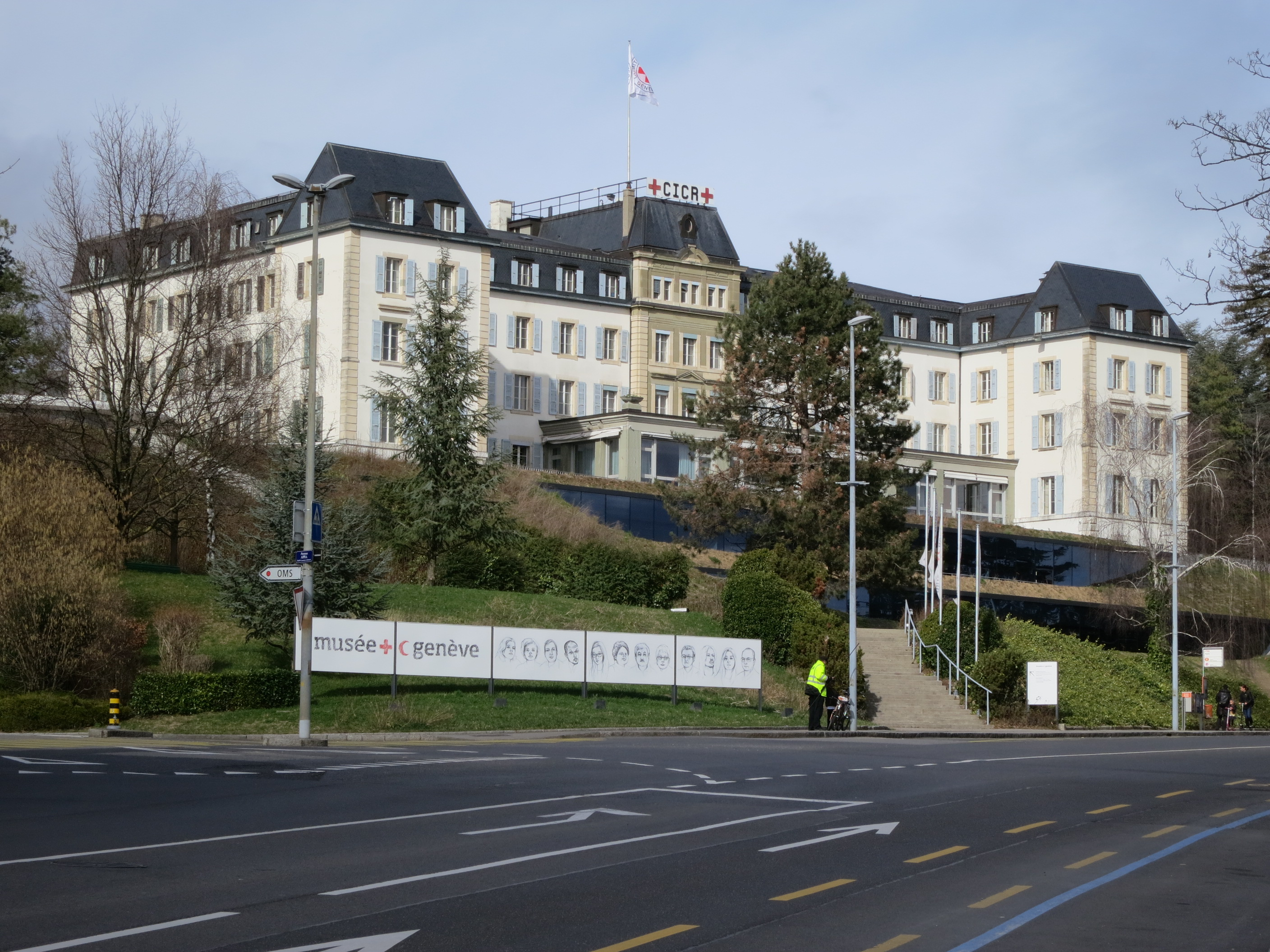
Das Centre Henri-Dunant in Genf (ehemaliges Hotel Carlton-Parc, heute Sitz des IKRK) beherbergte von 1942 bis 1945 über 30.000 kriegsgeschädigte Kinder hauptsächlich aus Frankreich.

Hugo Oltramare (* 2. Juli 1887 in Buenos Aires, Argentinien; † 31. Oktober 1957 Genf) war ein Schweizer Theologe und Arzt, Hauptinitiator der Kinderhilfe des Schweizerischen Roten Kreuzes (SRK, Kh) und Mitglied in dessen Exekutivkomitee.

## Leben und Tätigkeiten
Hugo Oltramare wuchs als ältester der vier Söhne des Arztes Gabriel Oltramare (1850–1906) und der Marguerite-Françoise-Louise Bedot in Buenos Aires auf. Die Oltramares waren italienische Protestanten, die ihm 16. Jahrhundert aus religiösen Gründen nach Genf geflüchtet waren. 1905 begab er sich in die Schweiz, um am Collège de Genève die restliche Schulzeit zu absolvieren. Er studierte Theologie an der Universität Genf und schloss 1911 das Studium mit der Lizenziatsarbeit Das Gebet nach dem philosophischen Denken von William James ab. Sein Grossvater war  Hugues Oltramare (1813–1891), Theologieprofessor und Übersetzer des Neuen Testaments. Er wurde Pastor der reformierten Kirche Pentemont in Paris, wo er Wilfred Monod kennenlernte.
Wegen des Ersten Weltkrieges kehrte er nach Genf zurück, wo er Sekretär in der protestantischen Pfarrei Eaux-Vives wurde. Er führte nach dem Vorbild Monods einen freiwilligen Sozialdienst ein und war 1916 Mitbegründer und Redaktor des Messager paroissial (heute Messager social).
Neben seiner seelsorgerischen Tätigkeit studierte er an der medizinischen Fakultät der Universität Genf, wo er 1920 promovierte. Nach der Hochzeit zog er mit seiner Frau nach Paris, wo er in den Spitälern Cochin, la Pitié und Salpêtrière arbeitete. Nach seiner Rückkehr eröffnete er in Genf eine Praxis als Allgemeinmediziner und Psychoanalyst. Am Institut Jean-Jacques Rousseau gab er jahrelang kostenlos medizinisch-psychologische Sprechstunden für Kinder. Er war Schüler und Freund von Henri Bergson.
Er war Mitglied der demokratischen (später liberalen) Partei und engagierte sich bei Les Équipes, einer Bewegung für eine nationale Erneuerung. Um 1939 wurde er Verwaltungsrat des Journal de Genève und war Vorsitzender des Konsistoriums der nationalen protestantischen Kirche in Genf.
Sehr früh hatte er sich für Kriegsopfer und besonders für die Kinder engagiert. Er war Arzt am französischen Gesundheitszentrum (dispensaire) und in dieser Funktion Komiteemitglied des französischen Secours national in Genf. Er wurde ins Komitee der im Mai 1940 gegründeten Genfer Sektion der Schweizerischen Arbeitsgemeinschaft für kriegsgeschädigte Kinder (SAK) gewählt, das in Südfrankreich tätig war. Im Januar 1942 wurde er als Vertreter des SAK in das Exekutivkomitee (Arbeitsausschuss) der neu gegründeten Kinderhilfe des Schweizerischen Roten Kreuzes (SRK, Kh) gewählt.
Er heiratete 1920 Marcelle Barbey, die Enkelin von Gustave Ador, mit der er drei Kinder hatte.

## Tätigkeit bei der Kinderhilfe
Als ab November 1940 die Kinderkonvois (Kinderzüge) des SAK aus dem freien und besetzten Frankreich im Aufnahmezentrum Genf ankamen, übernahm Oltramare ehrenamtlich die Leitung der Aufnahmesektion, die für die verschiedenen Dienste (Medizinischer-, Befragungs-, Aufnahme- und Entlassungsdienst, Besuchsservice bei Gasteltern) zuständig war und führte zusätzlich den medizinischen Dienst. Die Genfer Sektion des SAK trug die Hauptarbeit bei der Aufnahme tausender französischer kriegsgeschädigter Kinder und deren 1941 wachsende Zahl begann zum Problem zu werden. 
Im August 1941 machte Oltramare der SAK in Bern den Vorschlag, ein grosszügiges, neutrales Hilfswerk zu schaffen, das von der ganzen Schweiz und ihren Behörden gemäss ihrer Tradition getragen würde. Weil der SAK dazu einerseits die personellen und finanziellen Mittel fehlten und sie andrerseits als „politisch“ galt, war das nur möglich, indem eine neue, grössere Organisation unter der Schirmherrschaft des Schweizerischen Roten Kreuzes (SRK), dessen Statuen gleichzeitig für „zivile“ Aufgaben erweitert werden mussten, gegründet wurde. 
Die SAK und das SRK, das die Verantwortung für die ganze Tätigkeit trug, einigten sich auf einen Zusammenarbeitsvertrag, dessen Hauptbedingung die unbedingte Aufrechterhaltung der Grundsätze des Roten Kreuzes war. Das SRK war, wie alle nationalen Rotkreuzgesellschaften, mit einer privilegierten Beziehung der Regierung unterstellt und vor allem in Kriegszeiten von der politischen Linie abhängig. Der Bundesrat ernannte im Januar 1942 Edouard de Haller zum neu geschaffenen Delegierten für internationale Hilfswerke. Er musste die Hilfswerke beraten, falls ihre Tätigkeiten sie in Situationen bringen würde, die Auswirkungen auf die Aussenpolitik und die Sicherheit der Eidgenossenschaft haben könnten. Das war dann möglich, wenn sie im Ausland oder mit Ausländern im Inland zu tun hatten. Im Exekutivkomitee der Kinderhilfe entschieden die Vertreter des SAK, des SRK und des Bundesrates gemeinsam. Präsident war der SRK Chefarzt Hugo Remund und Zentralsekretär Rodolfo Olgiati. 
Oltramare kümmerte sich als Präsident der ärztlichen Kommission vor allem um die medizinischen Aspekte und Risiken der Hilfsaktionen.  Bei der Auswahl der Kinder für einen Erholungsaufenthalt in der Schweiz wurden in erster Linie medizinische Kriterien angewandt. Es wurden Kinder ausgewählt, die es gesundheitlich nötig hatten und deren Zustand es erlaubte, dass sie sich in einem drei- bis sechsmonatigen Aufenthalt erholen konnten. Für den Aufenthalt in der Schweiz mussten die Kinder obligatorisch geimpft werden, um die Ausbreitung von Epidemien bei den Helfern, Gastfamilien und bei der Schweizer Bevölkerung zu verhindern. Auf seine Initiative hin, wurde 1942 das Henri Dunant-Zentrum (heute IKRK-Hauptsitz) in Genf eröffnet, das 800 kriegsgeschädigte Kinder empfangen und beherbergen konnte.
Als sich nach Kriegsende der gesundheitliche Zustand der Kinder wegen der chaotischen Zustände in den kriegsgeschädigten Ländern verschlechterte und die Tuberkulose sich ausbreitete, wurde auf Empfehlung von Oltramare in Adelboden innert kurzer Zeit das bisher grösste Programm des SRK, das gleichzeitig rund 1000 prätuberkulose Kinder aufnehmen konnte, eingerichtet und vom September 1945 bis März 1946 erfolgreich betrieben. Später wurde diese Aktion auf weitere Kurorte erweitert. In den betroffenen Ländern wurden Kindern und Säuglingen grosse Mengen an Frischmilch, Milchkonserven und -pulver abgegeben, um ihre Ernährungsmängel, die ihr Immunsystem schwächten, zu beheben.
Dank dem neu geschaffenen Hilfswerk, der Kinderhilfe des Schweizerischen Roten Kreuzes, konnten von 1940 bis 1955 über 180.000 kriegsgeschädigte Kinder aus Europa in der Schweiz einen Erholungsurlaub verbringen, Millionen Kinder im kriegsversehrten Europa eine tägliche Mahlzeit und ihre Familien tausende von Tonnen Medikamente, Kleider und Hilfspakete erhalten. Der heutige (2014) Gesamtwert der von der Schweizer Bevölkerung (seit 1946 mit Unterstützung der Schweizer Spende) finanzierten Hilfsaktion betrug über eine Milliarde Schweizer Franken.

„Der Wert einer Nation hängt von ihrer Fähigkeit ab, der Menschheit zu dienen, und wir können uns selbst nur etwas zurückgeben, wenn wir anderen einen Dienst erweisen.“

Oltramares ursprünglicher Wunsch, die Bildung einer dritten Rotkreuzeinheit in der Schweiz zum Schutze aller Kinder der kriegführenden Nationen, die sowohl vom Internationalen Komitee, das sich um Verwundete und Kriegsgefangene kümmerte, als auch vom SRK mit seinen nationalen Interessen unabhängig gewesen wäre, konnte wegen der politischen Umstände nicht gänzlich erfüllt werden. Das Henri-Dunant-Zentrum blieb aber ein Modell bis zu seiner Schliessung 1945.

## Ehrungen
- Preisträger der Universität Genf mit einer Arbeit über den Begriff der Vernunft in Bergsons Philosophie.
- 1945 erhielt er aus der Hand des Bruders von General de Gaulle den Grad eines Offiziers der Ehrenlegion als Zeichen der Dankbarkeit der französischen Regierung für sein Engagement für die französischen Kinder und bei der Gründung der SRK Kinderhilfe.

## Veröffentlichungen
- Essai sur la prière d'après la pensée philosophique de William James. (Das Gebet nach dem philosophischen Denken von William James), Université de Genève. Faculté de théologie. Thèse n° 227, H. Robert, Genf 1912
- L'Hypotension dans le choc traumatique. Dissertation Universität Genf, Verlag J. Guerry, Genf 1924
- Über den Begriff der Vernunft in Bergsons Philosophie.